# Trichophysis obscura
Trichophysis obscura är en skalbaggsart som först beskrevs av Waterhouse 1880.  Trichophysis obscura ingår i släktet Trichophysis och familjen långhorningar.
Artens utbredningsområde är Madagaskar. Inga underarter finns listade i Catalogue of Life.